# Kirsten Gye Sejg
Kirsten Gye Sejg ( Kirsten Gye Bruun Sejg, født 21. marts 1901 i København, død 27. maj 1954 i København. Urne nedsat på Vestre Kirkegård, København.) var en dansk maler. Forældrene var prokurist Valdemar Immanuel Smidt og Julie Elfride Magdalene Bruun. Kirsten Gye Sejg indgik ægteskab med maleren Johan David Sejg 25. november 1923. Datteren, maleren Jonna Sejg, blev født 14. oktober 1924.

## Kunstnerisk virke
Kirsten Gye Sejg var i sit arbejde med oliemaleri optaget af såvel landskaber og interiører som portrætter og figurbilleder. Ofte var hendes motiver kvinder, børn og deres hverdagsliv. Hendes tidlige værker blev holdt i en dæmpet farveskala, hvorimod de senere arbejder gav hende anledning til at bruge en dristigere farveholdning. I 1932 deltog hun sammen med Johan Sejg på den første udstilling i kunstnersammenslutningen Corner. Her deltog i øvrigt flere kvindelige kunstnere: maleren Ebba Carstensen, keramikeren Grete Jensen, tekstilkunstnerne Karen Melskens og Dagmar Starcke. 

### Uddannelse
- 1917-1918 Teknisk Skole hos Hakon Thorsen
- 1918-1919 Charlotte Frimodt og Albertine Wesenbergs Malerskole
- 1919-1920 Astrid Holms Croquisskole

### Rejser og udlandsophold
- 1926 Tyskland, Belgien og Frankrig
- 1939 Norge

### Stipendier og udmærkelser
- 1934, 1936 Hielmstierne-Rosencroneske Stiftelse
- 1943 Louise Ravn-Hansens Legat
- 1945 Holga Reinhardts Legat
- 1947, 1953 August Schiøtts Legat
- 1952 Dreslers Legat

## Udstillinger
- 1928-1934 Kunstnernes Efterårsudstilling
- 1931-1950, 1952-1954, 1956 Charlottenborg Forårsudstilling
- 1932 Corner
- 1936, 1944 Charlottenborgs Efterårsudstilling
- 1993, 1994 Toftummalerne, Struer Museum

### Separatudstillinger
- 1947 Jørgen Haslund
- 1951 Bachs Kunsthandel, København

## Værker i offentlig eje
- U.å., Balletbarn (maleri, Struer Museum)
- U.å. Croquistegninger (tegning, Struer Museum)
- Efter 1916 Humlum Fiskerleje (Akvarel, Struer Museum)
- 1942-1954 Johans Palet (maleri, Struer Museum)
- U.å. Kvinde med Løg (maleri, Struer Museum)
- Før 1944 Pigen med det grønne Tørklæde (maleri, Struer Museum)
- U.å. Pigerne ved Vejbjerggaard (maleri, Struer Museum)

## Organisatorisk virke
Kirsten Gye Sejg overtog stillingen som leder af Kunstnernes Statsunderstøttede Croquisskole i oktober 1946 efter at maleren Gudrun Grove fratrådte. Kirsten Gye Sejg stiftede en privat tegne- og maleskole, som var rettet mod elever, der gerne ville søge ind på Kunstakademiet. Efter hendes ansættelse på Croquisskolen blev den besøgt af flere studerende ved Kunstakademiet. Skolen var ikke som sådan et undervisningstilbud, men Kirsten Gye Sejg vejledte de besøgende, der ønskede det.

### Stillinger og hverv
- 1918-1921 Overglasurmaler hos Bing & Grøndahl
- 1935-1937 Medlem af bestyrelsen for Kvindelige Kunstneres Samfund
- 1942-1954 Leder af egen tegne- og maleskole
- 1946-1954 Leder af Kunstnernes Statsunderstøttede Croquisskole